# Christopher Isengwe
Christopher Isengwe (Christopher Isengwe Njunguda; * 22. Februar 1976), manchmal auch „Isegwe“ genannt, ist ein tansanischer Marathonläufer.

## Persönliche Bestzeiten
- Marathon: 2:10:21, 13. August 2005, Helsinki, Finnland[1]
- Halbmarathon: 1:02:34, 25. Februar 1996, Arusha, Tansania[1]
- 15-km-Lauf: 45:42, 20. November 2005, Nijmegen, Niederlande[1]
- 10-km-Lauf: 29:34, 27. September 2008, Bolivar, Argentinien[1]

## Ergebnisse
Im April 2004 gewann Isengwe den Belgrad-Marathon. Im Oktober 2004 wurde er in 2:10:56 h hinter dem Kenianer James Moiben Zweiter beim Peking-Marathon.
Den bislang größten Erfolg seiner Karriere feierte er bei den Weltmeisterschaften 2005 in Helsinki, als er mit der persönlichen Bestzeit von 2:10:21 h hinter dem Titelverteidiger Jaouad Gharib aus Marokko die Silbermedaille gewann. Dies war die erste Weltmeisterschaftsmedaille für Tansania in der Geschichte der Leichtathletik.
Eine Auswahl seiner Ergebnisse ist:
| Jahr | Ort                   | Bewerb                               | Typ          | Rang | Zeit (h) |
| ---- | --------------------- | ------------------------------------ | ------------ | ---- | -------- |
| 1995 | Arusha, Tansania      |                                      | Halbmarathon | 5    | 1:04:49  |
| 1996 | Arusha, Tansania      |                                      | Halbmarathon | 5    | 1:02:34  |
| 1996 | Palma de Mallorca     |                                      | Halbmarathon | 20   | 1:03:43  |
| 2000 | Arusha, Tansania      | Tansanische Meisterschaft            | Halbmarathon | 6    | 1:05:33  |
| 2000 | Arusha, Tansania      | Mt Meru International                | Marathon     | 3    | 2:19:40  |
| 2003 | Singida, Tansania     |                                      | 10-km-Lauf   | 1    | 0:30:13  |
| 2003 | Kilimanjaro, Tansania | Tansanische Meisterschaft            | Halbmarathon | 3    | 1:02:17  |
| 2003 | Kilimanjaro, Tansania | Tansanische Meisterschaft            | 10-km-Lauf   | 4    | 0:29:12  |
| 2003 | Dodoma, Tansania      |                                      | 10-km-Lauf   | 1    | 0:28:59  |
| 2003 | Arusha, Tansania      | Mount Meru International             | Halbmarathon | 3    | 1:05:20  |
| 2004 | Moshi, Tansania       | Kilimanjaro                          | Marathon     | 1    | 2:17:47  |
| 2004 | Tabora, Tansania      | Tansanische Meisterschaft            | 10-km-Lauf   | 2    | 0:30:03  |
| 2004 | Peking, China         |                                      | Marathon     | 2    | 2:10:56  |
| 2004 | Belgrad, Serbien      |                                      | Marathon     | 1    | 2:12:53  |
| 2004 | Sansibar, tansania    | Tanzanian Armed Forces Championships | Halbmarathon | 5    | 1:02:27  |
| 2004 | Babati, Tansania      |                                      | Halbmarathon | 6    | 1:03:23  |
| 2004 | Kilimanjaro, Tansania | Mount Kilimanjaro Marathon           | Marathon     | 1    | 2:17:47  |
| 2005 | Singida, Tansania     |                                      | 10-km-Lauf   | 1    | 0:29:56  |
| 2005 | Arusha, Tansania      | Tansanische Meisterschaft            | 10-km-Lauf   | 5    | 0:29:46  |
| 2005 | Helsinki, Finnland    | Weltmeisterschaft                    | Marathon     | 2    | 2:10:21  |
| 2005 | Mumbai, Indien        |                                      | Marathon     | 2    | 2:13:29  |
| 2005 | Nijmegen, Niederlande | Zevenheuvelenloop                    | 15-km-Lauf   | 10   | 0:45:42  |
| 2008 | Medellin, Kolumbien   |                                      | Halbmarathon | 7    | 1:06:15  |
| 2008 | Mailand, Italien      |                                      | Marathon     | 9    | 2:16:52  |
| 2008 | Bolivar, Argentinien  |                                      | 10-km-Lauf   | 3    | 0:29:34  |